# Anadyomene
Anadyomene, rod zelenih algi iz porodice Anadyomenaceae. Pripada mu 15 vrsta tipično plitkovodnih alga, ali se vjeruje da čine i važan dio dubokovodnih zajednica. Vrsta A. stellata proizvodi otrovni materijal koji utječe na ribe i bakterije.

## Vrste
1. Anadyomene crispa Chevallier
2. Anadyomene eseptata Gilbert
3. Anadyomene gigantodictyon Littler & D.S.Littler
4. Anadyomene howei D.S.Littler & Littler
5. Anadyomene lacerata D.S.Littler & Littler
6. Anadyomene leclancheri Decaisne
7. Anadyomene linkiana D.S.Littler & Littler
8. Anadyomene menziesii (J.E.Gray) J.Agardh
9. Anadyomene pavonina (J.Agardh) Wille
10. Anadyomene plicata C.Agardh
11. Anadyomene reticulata Askenasy
12. Anadyomene rhizoidifera A.B.Joly & S.Pereira
13. Anadyomene saldanhae A.B.Joly & E.C.Oliveira
14. Anadyomene stellata (Wulfen) C.Agardh
15. Anadyomene wrightii Harvey ex J.E.Gray